# 国鉄7170形蒸気機関車

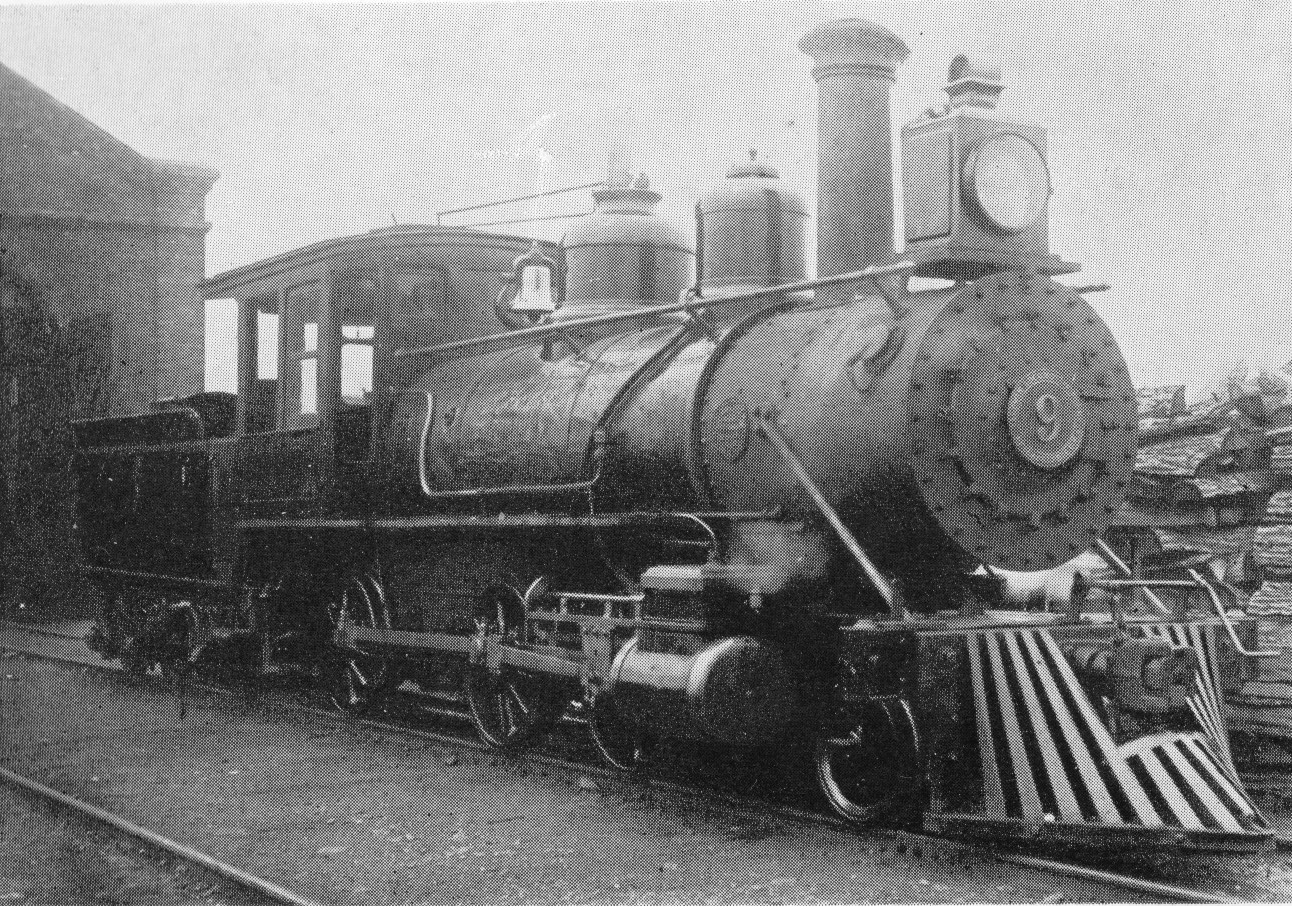
北海道炭礦鉄道9（後の鉄道院7170）

7170形は、かつて日本国有鉄道（国鉄）の前身である鉄道院（官設鉄道）に在籍した蒸気機関車である。

## 概要
官営幌内鉄道が義経クラスに引き続いて、1887年（明治20年）にアメリカのボールドウィン社から2両を輸入したテンダー機関車である。製造番号は8969, 8970。同社が日本向けに製作した蒸気機関車の2番目のものである。番号は、義経クラスに続いて7, 8とされ、当時、幌内鉄道が経営を委託していた北有社の社長、村田堤にちなんで、第一村田／第二村田と称していた。
これらは2両とも直接北海道に入っているが、製番8969は1888年（明治21年）に大阪鉄道（関西鉄道合併を経て、現在の関西本線）に売却され、1890年（明治23年）に買い戻された。幌内鉄道払い下げの際は、北海道炭礦鉄道に両車とも編入されている。

## 構造
メーカーの種別呼称では8-22Dと称する車軸配置2-6-0(1C)で2気筒単式の飽和式テンダー機関車で、ダイヤモンド形の煙突やカウキャッチャーを備えた義経クラスと同様の古典的アメリカ形機関車であるが、ボイラーはワゴントップ形ではなくストレートトップ形で、蒸気ドームは第2缶胴上に置かれている。火室を第2動輪と第3動輪の間に置く配置としたため、この間は2,296mmと第1・第2動輪間の1,372mmに対して大きく開いている。
テンダー（炭水車）は3軸で、第2軸と第3軸をボギー台車とした片ボギー式である。

### 主要諸元
- 全長 : 13,005mm
- 全高 : 3,696mm
- 軌間 : 1,067mm
- 車軸配置 : 2-6-0(1C)
- 動輪直径 : 1,016mm(3ft4in)
- 弁装置 : スティーブンソン式アメリカ形
- シリンダー（直径×行程） : 356mm×457mm
- ボイラー圧力 : 7.7kg/cm2
- 火格子面積 : 1.06m2
- 全伝熱面積 : 69.8m2
  - 煙管蒸発伝熱面積 : 55.7m2
  - 火室蒸発伝熱面積 : 14.1m2
- ボイラー水容量 : 2.3m3
- 小煙管（直径×長サ×数） : 44.5mm×2,489mm×160本
- 機関車運転整備重量 : 24.33t
- 機関車空車重量 : 22.05t
- 機関車動輪上重量（運転整備時） : 20.12t
- 機関車動輪軸重（第1動輪上） : 7.77t
- 炭水車運転整備重量 : 15.44t
- 炭水車空車重量 : 8.43t
- 水タンク容量 : 4.22m3
- 燃料積載量 : 1.88t
- 機関車性能
  - シリンダ引張力 : 3,730kg
- ブレーキ装置 : 手ブレーキ（炭水車のみに作用）

## 経歴
輸入当初は7, 8と付番されたが、1889年（明治22年）に幌内鉄道が北海道炭礦鉄道には払下げられたのにともない、同社のB形(9, 10)、後にロ形となった。これは、同年に増備された義経クラス2両(9, 10)の番号を従来車と連番に揃えるために、本形式と番号を交換したもので、8, 7が9, 10（2代）となっている。
その後、1906年（明治39年）に制定された鉄道国有法により、北海道炭礦鉄道は国有化され、これを受けて1909年（明治42年）に制定された鉄道院の車両形式称号規程では、7170形(7170, 7171)に定められた。この間に、煙突は普通のパイプ形に変更され、煙室も前方に延長、拡大されている。
国有化後の配置は、倶知安、室蘭、旭川、函館で、入換用となっていたが、両車とも1920年（大正9年）に寿都鉄道へ払下げられ、同社のNo.1, No.2となった。寿都鉄道では、線区の事情に良く適合した機関車として愛用されたが、1950年（昭和25年）7月2日に発生した衝突事故によって両車とも大破し、翌1951年（昭和26年）3月に廃車となった。事故を起こした列車を救援しに行った機関車が、その列車と正面衝突を起こしたものであった。